# Tyronne
Tyronne, ook Thyronne, was een koffieplantage in Suriname. Tyronne ligt in het district Commewijne aan de monding van de Orleanekreek in de Commewijnerivier, tussen de plantages Beekenhorst en Spieringshoek.
Stephanus Laurentius Neale legde de plantage rond 1745 aan toen hij inmiddels vermogend was geworden door zijn koffieplantages Nieuw Levant, Tweede Mocha en La Rencontre. Tijdens een inventarisatie in 1757 werkten er 24 slaven aan 16.000 koffieplanten op een oppervlakte van 628 akkers. Na Neale's dood in 1762 erfde zijn dochter Lorence Roos de plantage.
In een vermelding uit 1793 komen als eigenaar de erven Neale naar voren en als huurder gouverneur Jurriaan François de Friderici. E. Volhard was eigenaar volgens vermeldingen in 1821 en 1825; op dat moment was er nog steeds sprake van de verbouw van koffie. Frederik Taunay was vervolgens eigenaar van wat in 1831 en 1835 in de boeken stond als "verlaten". De gezamenlijke eigenaren van plantage Spieringshoek ernaast (erven van Jean Nepveu) kochten het in 1838 van hem. Daarna stond de plantage dan ook vermeld als "aan Spieringshoek".
In 1853 werden deze beide plantages verkocht aan Jean Frouin en Théodore Bray, waarbij de laatste het aandeel van de eerste kocht in 1863, het jaar waarin de slavernij officieel werd afgeschaft. In 1876 nam Auguste het beheer van deze plantage en de plantages Stolkertsvlijt en Buys Lust over van zijn vader Theodore Bray. Hij schakelde toen over op de verbouw van cacao. Hij en familieleden richtten in 1887 de N.V. West-Indische Landbouwmaatschappij Spieringshoek op. Deze ging in 1905 failliet door de krullotenziekte.
Hierna werd de plantage overgenomen door de oprichters van de N.V. Cultuuronderneming Spieringshoek, te weten Jansje Swijt en haar echtgenoot, Elisabeth Swijt en Marinus Alfred de la Parra.
A la bonne heure · Anna's Zorg · Akkerboom · Alliance · Alkmaar · Andresa · Auka · Andreesgift · Bantaskine · Barbados · Batavia · Beekenhorst · Belladrum · Bellevue · Belwaarde · Beninenburg · Berg en Dal · Bergen op Zoom · Berlijn (Commewijne) · Berlijn (Para) · Bethlehem · Boksweide · Boston · Botany Bay · Boxel · Bronswijk · Brouwerslust · Bruinendaal · Bucklebury · Buitenrust · Burnside · Cadrosspark · Caledonia · Campenburg · Cannewapibo · Catharina Sophia · Clevia  · Cliffort-Kokshoven · Clyde · Concordia · Concordia en een Kwart Lot · Courcabo · De Dageraad · De Goede Vriendschap · De Resolutie · De Vier Hendrikken · Diamond · Dijkveld · Domburg · Dordrecht · Eendragt · Elisabeth's Hoop · Ellen · L'Espérance (Nickerierivier) · L'Espérance (Surinamerivier) · Esthersrust · Fairfield · Fortuin · Flora · Florentia · Frederiksburg · Frederiksdorp · Frederikslust · Geertruidenberg · Geyersvlijt · Glensander · Gloria · Groot Chatillon · Groot Marseille · Guadeloupe · Hague · Hamburg · Hamilton · Hamptoncourt · Hannover · Hazard · Hebron · Hecht en Sterk · Hooyland · Hope · Houttuin · Huntly · Huwelijkszorg · Inverness · Jagtlust · Jodensavanne · Johan & Margaretha · Johanna Catharina · Johanna Maria · Johannesburg · John · Katwijk · Kent · Kerkshoven · Killenstein · Klein Bellevue · Kleinhoop · Krappahoek · Kroonenburg · Kwatta · La Jalousie · La Prosperité · La Rencontre · La Ressource (Saramacca) · La Ressource (Surinamerivier) · La Singularité · Laarwijk · Leasowes · Leliëndaal · Leonsberg · Livorno · Longmay · Lunenburg · Lust en Rust · Lustrijk · Maasstroom · Margarethenburg · Maria Petronella · Mariënbosch · Mariënburg · Margaretha's Gift · Mary's Hope · Meerzorg · Merveille · Moed en Kommer · Mon Bijou · Mon Souci · Mon Trésor · Monnikendam · Mopentibo · Morgenster · Moy · Nieuw Mocha · Nieuwzorg · Nieuwe Aanleg · De Nieuwe Grond · Nijd en Spijt · Novar · Nursery · Nut en Schadelijk · Onoribo · Onverwacht · Oranibo · Ornamibo · Overbrug · Overtoom 
· Oxford · Palestina · Paradise · Persévérance · Petersburg · Picardië · Peperpot · Pieterszorg · Plaisance · Poelwijk · Potosie · Purmerend · Reijnsdorp · Reijnsfort · Rijnberk · Roosenburg · Rorac · Rust en Werk · Rustenburg · Saltzhalen · Sans Souci · Saphir · Sarah · Sardam · Schaapstede · Schoonoord · Sinabo en Gelre · Sint Barbara · Sint Eustatius · Slootwijk · Sorgvliet · Spieringshoek · Standvastigheid · Suidwijn · Suzanna's Daal · Toevlugt (Surinamerivier) · Tout Lui Faut · Toledo · Totness · Tyronne · 't Vertrouwen · Victoria · Vierkinderen · Visserszorg · Voorburg · Voorzorg (Saramacca) · Vossenburg · Vredenburg · Vriendsbeleid en Ouderzorg · Vreeland · Waltonhall · Waldijk · Waterloo · Wederzorg · Welbedacht · Welgelegen (Commewijne) · Welgelegen (Coronie) · Welgevallen · Weltevreden · Wolffs Capoerica · Wolfenbüttel · 't Ylant · Zoelen · Zorg en Hoop (hout) · Zorg en Hoop (indigo) · Zorg en Hoop (katoen) · Zorg en Hoop (suiker)